# LoxP-Cre rekombineringssystem
loxP-Cre rekombineringssystemet är en molekylärgenetisk metod för att undersöka effekten av olika gener i specifika vävnader. Metoden används för att skapa en så kallad knockoutmus, eller annan knockoutorganism, där en viss gen i en viss celltyp stängs av. 
loxP är speciella rekombineringssiter på DNA, en form av repeterade sekvenser som kan omge ett exon. Cre är en gen som kodar för ett protein som binder till IoxP-sekvenser på DNA-strängen, och inducerar homolog överkorsning över de två IoxP-fragmenten så att DNA-materialet mellan loxP-fragmenten spjälkas bort och bildar en liten plasmid.
Rent praktiskt går metoden ut på att via homolog rekombination skapa möss som både har loxP-sekvenser som omger genen man vill stänga av, samt som har en gen för Cre som styrs av en celltyps-specifik promotor. När cellen differentierats till en celltyp som producerar aktivatorer som aktiverar promotorn för Cre-genen så kommer Cre-protein att bildas, som kommer att spjälka bort och därmed förstöra genen som omges av loxP-sekvens. 